# Компетентные органы
Компетентные органы — органы исполнительной власти, наделённые юрисдикцией и властью для выполнения каких-либо конкретных задач («компетентность» здесь имеет смысл «право принимать решения»). Термин широко используется как в законодательствах различных стран, так и в международном праве, чтобы избежать упоминания конкретных учреждений («другие компетентные органы», которые могут меняться). В законодательном жаргоне Европейского союза термин обычно означает агентства стран-членов по надзору за функционированием рынков.
В СССР и постсоветской России выражение обычно используется как эвфемизм для силовых структур: НКВД, МВД, МГБ, КГБ, ФСБ.